# Донченко, Феодосий Григорьевич
Феодосий Григорьевич Донченко (? — ?) — советский юрист, прокурор Крымской АССР.

## Биография
Работая заместителем прокурора Черниговской области, с 3 по 24 сентября 1937 состоял членом тройки НКВД. Затем с июня 1941 до 16 января 1942 возглавлял прокуратуру Крымской АССР.